# Portland Trail Blazers 2009-2010
La stagione 2009-10 dei Portland Trail Blazers fu la 40ª nella NBA per la franchigia.
I Portland Trail Blazers arrivarono terzi nella Northwest Division della Western Conference con un record di 50-32. Nei play-off persero al primo turno con i Phoenix Suns (4-2).

## Roster
| N° | Naz.                   | Ruolo | Sportivo          | Anno | Alt. | Peso |
| -- | ---------------------- | ----- | ----------------- | ---- | ---- | ---- |
| 2  | Stati Uniti (bandiera) | G     | Steve Blake       | 1980 | 191  | 78   |
| 4  | Stati Uniti (bandiera) | G     | Jerryd Bayless    | 1988 | 191  | 91   |
| 5  | Spagna (bandiera)      | G     | Rudy Fernández    | 1985 | 198  | 84   |
| 6  | Stati Uniti (bandiera) | A     | Juwan Howard      | 1973 | 206  | 109  |
| 7  | Stati Uniti (bandiera) | G     | Brandon Roy       | 1984 | 198  | 98   |
| 8  | Australia (bandiera)   | G     | Patty Mills       | 1988 | 183  | 84   |
| 10 | Stati Uniti (bandiera) | C     | Joel Przybilla    | 1979 | 216  | 116  |
| 12 | Stati Uniti (bandiera) | A     | LaMarcus Aldridge | 1985 | 211  | 109  |
| 21 | Stati Uniti (bandiera) | AC    | Marcus Camby      | 1974 | 211  | 100  |
| 23 | Stati Uniti (bandiera) | GA    | Martell Webster   | 1986 | 201  | 95   |
| 24 | Stati Uniti (bandiera) | G     | Andre Miller      | 1976 | 188  | 91   |
| 25 | Stati Uniti (bandiera) | A     | Travis Outlaw     | 1984 | 206  | 95   |
| 27 | Stati Uniti (bandiera) | G     | Travis Diener     | 1982 | 185  | 79   |
| 31 | Stati Uniti (bandiera) | A     | Jeff Pendergraph  | 1987 | 206  | 109  |
| 33 | Stati Uniti (bandiera) | A     | Dante Cunningham  | 1987 | 203  | 104  |
| 42 | Stati Uniti (bandiera) | A     | Shavlik Randolph  | 1983 | 208  | 109  |
| 44 | Stati Uniti (bandiera) | AC    | Anthony Tolliver  | 1985 | 203  | 109  |
| 52 | Stati Uniti (bandiera) | C     | Greg Oden         | 1988 | 213  | 113  |
| 88 | Francia (bandiera)     | A     | Nicolas Batum     | 1988 | 203  | 91   |

## Staff tecnico
- Allenatore: Nate McMillan
- Vice-allenatori: Dean Demopoulos, Monty Williams, Maurice Lucas, Joe Prunty
- Vice-allenatore per lo sviluppo dei giocatori: Hersey Hawkins
- Preparatore fisico: Bob Medina
- Preparatore atletico: Jay Jensen
- Assistente preparatore: Geoff Clark